# Liste des ministres français de l'Industrie
Cet article présente la liste des membres du gouvernement français chargés de l'industrie et de la production. Ils dirigent le ministère de l'Industrie.
Hormis des ministres des Manufactures sous le Directoire et le Premier Empire, le premier titulaire est Édouard Lockroy, ministre du Commerce et de l'Industrie en 1886 dans le troisième gouvernement Freycinet.
Depuis le 23 décembre 2024, le portefeuille est tenu par Éric Lombard en tant que ministre de l’Économie, des Finances et de la Souveraineté industrielle et numérique au sein du gouvernement François Bayrou. Depuis cette même date, il est secondé par Marc Ferracci, ministre délégué chargé de l'Industrie.

## Révolution française
| Nom                                  | Intitulé                                             | Gouvernement | Début        | Fin     |
| ------------------------------------ | ---------------------------------------------------- | ------------ | ------------ | ------- |
| Louis-Marie de La Révellière-Lépeaux | Directeur (Instruction Publique, Arts, Manufactures) | Directoire   | 1er novembre | 18 juin |

## Premier Empire
| Nom                  | Intitulé                          | Gouvernement      | Début           | Fin            | Chef de l'État |
| -------------------- | --------------------------------- | ----------------- | --------------- | -------------- | -------------- |
| Jean-Baptiste Collin | Ministre Manufactures et Commerce | Consulat & Empire | 16 janvier 1812 | 1er avril 1814 | Napoléon Ier   |

## Troisième République
| Ministre               | Intitulé                                                                                    | Ministre délégué ou Secrétaire d'État | Intitulé                                                | Gouvernement              | Début             | Fin               | Chef de l'État      |
| ---------------------- | ------------------------------------------------------------------------------------------- | ------------------------------------- | ------------------------------------------------------- | ------------------------- | ----------------- | ----------------- | ------------------- |
| Édouard Lockroy        | Ministre Commerce et Industrie                                                              | Aucun                                 | Aucun                                                   | Freycinet 3 et Goblet     | 7 janvier 1886    | 30 mai 1887       | Jules Grévy         |
| Lucien Dautresme       | Ministre Commerce et Industrie                                                              | Aucun                                 | Aucun                                                   | Rouvier 1                 | 30 mai 1887       | 12 décembre 1887  | Jules Grévy         |
| Lucien Dautresme       | Ministre Commerce et Industrie                                                              | Aucun                                 | Aucun                                                   | Tirard 1                  | 12 décembre 1887  | 3 avril 1888      | Sadi Carnot         |
| Pierre Legrand         | Ministre Commerce et Industrie                                                              | Aucun                                 | Aucun                                                   | Floquet                   | 3 avril 1888      | 22 février 1889   | Sadi Carnot         |
| Pierre Tirard          | Président du Conseil, Commerce, Industrie                                                   | Aucun                                 | Aucun                                                   | Tirard 2                  | 22 février 1889   | 14 mars 1889      | Sadi Carnot         |
| Pierre Tirard          | Président du Conseil, Commerce, Industrie et Colonies                                       | Aucun                                 | Aucun                                                   | Tirard 2                  | 14 mars 1889      | 17 mars 1890      | Sadi Carnot         |
| Jules Roche            | Ministre Commerce, Industrie et Colonies                                                    | Eugène Étienne                        | S. S. d'État Commerce, Industrie et Colonies            | Freycinet 4               | 17 mars 1890      | 27 février 1892   | Sadi Carnot         |
| Jules Roche            | Ministre Commerce, Industrie et Colonies                                                    | Aucun                                 | Aucun                                                   | Loubet                    | 27 février 1892   | 8 mars 1892       | Sadi Carnot         |
| Jules Roche            | Ministre Commerce et Industrie                                                              | Aucun                                 | Aucun                                                   | Loubet                    | 8 mars 1892       | 6 décembre 1892   | Sadi Carnot         |
| Jules Siegfried        | Ministre Commerce et Industrie                                                              | Aucun                                 | Aucun                                                   | Ribot 1                   | 6 décembre 1892   | 11 janvier 1893   | Sadi Carnot         |
| Jules Siegfried        | Ministre Commerce, Industrie et Colonies                                                    | Aucun                                 | Aucun                                                   | Ribot 2                   | 11 janvier 1893   | 4 avril 1893      | Sadi Carnot         |
| Louis Terrier          | Ministre Commerce, Industrie et Colonies                                                    | Aucun                                 | Aucun                                                   | Dupuy 1                   | 4 avril 1893      | 3 décembre 1893   | Sadi Carnot         |
| Jean Marty             | Ministre Commerce, Industrie et Colonies                                                    | Aucun                                 | Aucun                                                   | Casimir-Perier            | 3 décembre 1893   | 20 mars 1894      | Sadi Carnot         |
| Jean Marty             | Ministre Commerce, Industrie, Postes et Télégraphes                                         | Aucun                                 | Aucun                                                   | Casimir-Perier            | 24 mars 1894      | 30 mai 1894       | Sadi Carnot         |
| Victor Lourties        | Ministre Commerce, Industrie, Postes et Télégraphes                                         | Aucun                                 | Aucun                                                   | Dupuy 2                   | 30 mai 1894       | 1er juillet 1894  | Sadi Carnot         |
| Victor Lourties        | Ministre Commerce, Industrie, Postes et Télégraphes                                         | Aucun                                 | Aucun                                                   | Dupuy 3                   | 1er juillet 1894  | 26 janvier 1895   | Jean Casimir-Périer |
| André Lebon            | Ministre Commerce, Industrie, Postes et Télégraphes                                         | Aucun                                 | Aucun                                                   | Ribot 3                   | 26 janvier 1895   | 1er novembre 1895 | Félix Faure         |
| Gustave Mesureur       | Ministre Commerce, Industrie, Postes et Télégraphes                                         | Aucun                                 | Aucun                                                   | Bourgeois                 | 1er novembre 1895 | 29 avril 1896     | Félix Faure         |
| Henry Boucher          | Ministre Commerce, Industrie, Postes et Télégraphes                                         | Aucun                                 | Aucun                                                   | Méline                    | 29 avril 1896     | 28 juin 1898      | Félix Faure         |
| Émile Maruéjouls       | Ministre Commerce, Industrie, Postes et Télégraphes                                         | Aucun                                 | Aucun                                                   | Brisson 2                 | 28 juin 1898      | 1er novembre 1898 | Félix Faure         |
| Paul Delombre          | Ministre Commerce, Industrie, Postes et Télégraphes                                         | Aucun                                 | Aucun                                                   | Dupuy 4                   | 1er novembre 1898 | 18 février 1899   | Félix Faure         |
| Paul Delombre          | Ministre Commerce, Industrie, Postes et Télégraphes                                         | Aucun                                 | Aucun                                                   | Dupuy 5                   | 18 février 1899   | 22 juin 1899      | Émile Loubet        |
| Alexandre Millerand    | Ministre Commerce, Industrie, Postes et Télégraphes                                         | Aucun                                 | Aucun                                                   | Waldeck-Rousseau          | 22 juin 1899      | 7 juin 1902       | Émile Loubet        |
| Georges Trouillot      | Ministre Commerce, Industrie, Postes et Télégraphes                                         | Aucun                                 | Aucun                                                   | Combes                    | 7 juin 1902       | 24 janvier 1905   | Émile Loubet        |
| Fernand Dubief         | Ministre Commerce, Industrie, Postes et Télégraphes                                         | Aucun                                 | Aucun                                                   | Rouvier 2                 | 24 janvier 1905   | 12 novembre 1905  | Émile Loubet        |
| Georges Trouillot      | Ministre Commerce, Industrie, Postes et Télégraphes                                         | Aucun                                 | Aucun                                                   | Rouvier 2                 | 12 novembre 1905  | 18 février 1906   | Émile Loubet        |
| Georges Trouillot      | Ministre Commerce, Industrie, Postes et Télégraphes                                         | Aucun                                 | Aucun                                                   | Rouvier 3                 | 18 février 1906   | 14 mars 1906      | Armand Fallières    |
| Gaston Doumergue       | Ministre Commerce, Industrie et Travail                                                     | Aucun                                 | Aucun                                                   | Sarrien                   | 14 mars 1906      | 25 octobre 1906   | Armand Fallières    |
| Gaston Doumergue       | Ministre Commerce et Industrie                                                              | Aucun                                 | Aucun                                                   | Clemenceau 1              | 25 octobre 1906   | 4 janvier 1908    | Armand Fallières    |
| Jean Cruppi            | Ministre Commerce et Industrie                                                              | Aucun                                 | Aucun                                                   | Clemenceau 1              | 4 janvier 1908    | 24 juillet 1909   | Armand Fallières    |
| Jean Dupuy             | Ministre Commerce et Industrie                                                              | Aucun                                 | Aucun                                                   | Briand 1 et 2             | 24 juillet 1909   | 2 mars 1911       | Armand Fallières    |
| Alfred Massé           | Ministre Commerce et Industrie                                                              | Aucun                                 | Aucun                                                   | Monis                     | 2 mars 1911       | 27 juin 1911      | Armand Fallières    |
| Maurice Couyba         | Ministre Commerce et Industrie                                                              | Aucun                                 | Aucun                                                   | Caillaux                  | 27 juin 1911      | 14 janvier 1912   | Armand Fallières    |
| Fernand David          | Ministre Commerce et Industrie                                                              | Aucun                                 | Aucun                                                   | Poincaré 1                | 14 janvier 1912   | 21 janvier 1913   | Armand Fallières    |
| Gabriel Guist'hau      | Ministre Commerce et Industrie                                                              | Aucun                                 | Aucun                                                   | Briand 3                  | 21 janvier 1913   | 18 février 1913   | Armand Fallières    |
| Gabriel Guist'hau      | Ministre Commerce et Industrie                                                              | Aucun                                 | Aucun                                                   | Briand 4                  | 18 février 1913   | 22 mars 1913      | Raymond Poincaré    |
| Alfred Massé           | Ministre Commerce, Industrie, Postes et Télégraphes                                         | Aucun                                 | Aucun                                                   | Barthou                   | 22 mars 1913      | 9 décembre 1913   | Raymond Poincaré    |
| Louis-Jean Malvy       | Ministre Commerce, Industrie, Postes et Télégraphes                                         | Aucun                                 | Aucun                                                   | Doumergue 1               | 9 décembre 1913   | 17 mars 1914      | Raymond Poincaré    |
| Raoul Péret            | Ministre Commerce, Industrie, Postes et Télégraphes                                         | Aucun                                 | Aucun                                                   | Doumergue 1               | 17 mars 1914      | 9 juin 1914       | Raymond Poincaré    |
| Marc Réville           | Ministre Commerce, Industrie, Postes et Télégraphes                                         | Aucun                                 | Aucun                                                   | Ribot 4                   | 9 juin 1914       | 13 juin 1914      | Raymond Poincaré    |
| Gaston Thomson         | Ministre Commerce, Industrie, Postes et Télégraphes                                         | Aucun                                 | Aucun                                                   | Viviani 1 et 2            | 13 juin 1914      | 29 octobre 1915   | Raymond Poincaré    |
| Étienne Clémentel      | Ministre Commerce, Industrie, Postes et Télégraphes                                         | Aucun                                 | Aucun                                                   | Briand 5                  | 29 octobre 1915   | 12 décembre 1916  | Raymond Poincaré    |
| Étienne Clémentel      | Ministre Commerce, Industrie, Agriculture, Travail, Postes et Télégraphes                   | Aucun                                 | Aucun                                                   | Briand 6                  | 12 décembre 1916  | 20 mars 1917      | Raymond Poincaré    |
| Étienne Clémentel      | Ministre Commerce, Industrie, Postes et Télégraphes                                         | Aucun                                 | Aucun                                                   | Ribot 5                   | 20 mars 1917      | 12 septembre 1917 | Raymond Poincaré    |
| Étienne Clémentel      | Ministre Commerce, Industrie, Postes et Télégraphes                                         | Paul Morel                            | S. S. d'État Commerce, Industrie, Postes et Télégraphes | Painlevé 1                | 12 septembre 1917 | 16 novembre 1917  | Raymond Poincaré    |
| Étienne Clémentel      | Ministre Commerce, Industrie, Postes, Télégraphes, Transports maritimes et Marine marchande | Aucun                                 | Aucun                                                   | Clemenceau 2              | 16 novembre 1917  | 27 novembre 1919  | Raymond Poincaré    |
| Louis Dubois           | Ministre Commerce, Industrie, Postes, Télégraphes                                           | Aucun                                 | Aucun                                                   | Clemenceau 2              | 27 novembre 1919  | 20 janvier 1920   | Raymond Poincaré    |
| Auguste Isaac          | Ministre Commerce et industrie                                                              | Aucun                                 | Aucun                                                   | Millerand 1               | 20 janvier 1920   | 18 février 1920   | Raymond Poincaré    |
| Auguste Isaac          | Ministre Commerce et industrie                                                              | Aucun                                 | Aucun                                                   | Millerand 2               | 18 février 1920   | 24 septembre 1920 | Paul Deschanel      |
| Auguste Isaac          | Ministre Commerce et industrie                                                              | Aucun                                 | Aucun                                                   | Leygues                   | 24 septembre 1920 | 16 janvier 1921   | Alexandre Millerand |
| Lucien Dior            | Ministre Commerce et industrie                                                              | Aucun                                 | Aucun                                                   | Briand 7, Poincaré 2      | 16 janvier 1921   | 29 mars 1924      | Alexandre Millerand |
| Louis Loucheur         | Ministre Commerce, Industrie, Postes et Télégraphes                                         | Aucun                                 | Aucun                                                   | Poincaré 3                | 29 mars 1924      | 9 juin 1924       | Alexandre Millerand |
| Pierre-Étienne Flandin | Ministre Commerce, Industrie, Postes et Télégraphes                                         | Aucun                                 | Aucun                                                   | François-Marsal           | 9 juin 1924       | 14 juin 1924      | Alexandre Millerand |
| Eugène Raynaldy        | Ministre Commerce et Industrie                                                              | Aucun                                 | Aucun                                                   | Herriot 1                 | 14 juin 1924      | 17 avril 1925     | Gaston Doumergue    |
| Charles Chaumet        | Ministre Commerce et Industrie                                                              | Aucun                                 | Aucun                                                   | Painlevé 2                | 17 avril 1925     | 29 octobre 1925   | Gaston Doumergue    |
| Daniel Daniel-Vincent  | Ministre Commerce et Industrie                                                              | Aucun                                 | Aucun                                                   | Painlevé 3, Briand 8 et 9 | 29 octobre 1925   | 23 juin 1926      | Gaston Doumergue    |
| Fernand Chapsal        | Ministre Commerce et Industrie                                                              | Aucun                                 | Aucun                                                   | Briand 10                 | 23 juin 1926      | 19 juillet 1926   | Gaston Doumergue    |
| Louis Loucheur         | Ministre Commerce et Industrie                                                              | Aucun                                 | Aucun                                                   | Herriot 2                 | 19 juillet 1926   | 23 juillet 1926   | Gaston Doumergue    |
| Maurice Bokanowski     | Ministre Commerce et Industrie                                                              | Aucun                                 | Aucun                                                   | Poincaré 4                | 23 juillet 1926   | 2 septembre 1928  | Gaston Doumergue    |
| Henry Chéron           | Ministre Commerce, Industrie, Postes et Télégraphes                                         | Aucun                                 | Aucun                                                   | Poincaré 4                | 14 septembre 1928 | 11 novembre 1928  | Gaston Doumergue    |
| Georges Bonnefous      | Ministre Commerce et Industrie                                                              | Aucun                                 | Aucun                                                   | Poincaré 5, Briand 11     | 11 novembre 1928  | 3 novembre 1929   | Gaston Doumergue    |
| Pierre-Étienne Flandin | Ministre Commerce et Industrie                                                              | Aucun                                 | Aucun                                                   | Tardieu 1                 | 3 novembre 1929   | 21 février 1930   | Gaston Doumergue    |
| Georges Bonnet         | Ministre Commerce et Industrie                                                              | Aucun                                 | Aucun                                                   | Chautemps 1               | 21 février 1930   | 2 mars 1930       | Gaston Doumergue    |
| Pierre-Étienne Flandin | Ministre Commerce et Industrie                                                              | Alfred Oberkirch                      | S. S. d'État Commerce et Industrie                      | Tardieu 2                 | 2 mars 1930       | 13 décembre 1930  | Gaston Doumergue    |
| Louis Loucheur         | Ministre Économie nationale, Commerce et Industrie                                          | Léon Meyer                            | S. S. d'État Économie nationale, Commerce et Industrie  | Steeg                     | 13 décembre 1930  | 27 janvier 1931   | Gaston Doumergue    |
| Louis Rollin           | Ministre Commerce et Industrie                                                              | Charles Frey                          | S. S. d'État Commerce et Industrie                      | Laval 1                   | 27 janvier 1931   | 13 juin 1931      | Gaston Doumergue    |
| Louis Rollin           | Ministre Commerce et Industrie                                                              | Charles Frey                          | S. S. d'État Commerce et Industrie                      | Laval 2 et 3              | 13 juin 1931      | 20 février 1932   | Paul Doumer         |
| Julien Durand          | Ministre Commerce et Industrie                                                              | Aucun                                 | Aucun                                                   | Herriot 3, Paul-Boncour   | 3 juin 1932       | 31 janvier 1933   | Albert Lebrun       |
| Louis Serre            | Ministre Commerce et Industrie                                                              | Aucun                                 | Aucun                                                   | Daladier 1                | 31 janvier 1933   | 26 octobre 1933   | Albert Lebrun       |
| Laurent Eynac          | Ministre Commerce et Industrie                                                              | Aucun                                 | Aucun                                                   | Sarraut 1, Chautemps 2    | 26 octobre 1933   | 30 janvier 1934   | Albert Lebrun       |
| Jean Mistler           | Ministre Commerce et Industrie                                                              | Aucun                                 | Aucun                                                   | Daladier 2                | 30 janvier 1934   | 9 février 1934    | Albert Lebrun       |
| Lucien Lamoureux       | Ministre Commerce et Industrie                                                              | Aucun                                 | Aucun                                                   | Doumergue 2               | 9 février 1934    | 8 novembre 1934   | Albert Lebrun       |
| Paul Marchandeau       | Ministre Commerce et Industrie                                                              | Aucun                                 | Aucun                                                   | Flandin 1                 | 8 novembre 1934   | 1er juin 1935     | Albert Lebrun       |
| Laurent Eynac          | Ministre Commerce et Industrie                                                              | Aucun                                 | Aucun                                                   | Bouisson                  | 1er juin 1935     | 7 juin 1935       | Albert Lebrun       |
| Georges Bonnet         | Ministre Commerce et Industrie                                                              | Aucun                                 | Aucun                                                   | Laval 4                   | 7 juin 1935       | 24 janvier 1936   | Paul Doumer         |
| Georges Bonnet         | Ministre Commerce et Industrie                                                              | Aucun                                 | Aucun                                                   | Sarraut 2                 | 24 janvier 1936   | 4 juin 1936       | Albert Lebrun       |
| Louis Rollin           | Ministre Commerce et Industrie                                                              | Amaury de La Grange                   | S. S. d'État Commerce et Industrie                      | Reynaud                   | 21 mars 1940      | 10 mai 1940       | Albert Lebrun       |
| Louis Rollin           | Ministre Commerce et Industrie                                                              | Aucun                                 | Aucun                                                   | Reynaud                   | 10 mai 1940       | 18 mai 1940       | Albert Lebrun       |
| Léon Baréty            | Ministre Commerce et Industrie                                                              | Aucun                                 | Aucun                                                   | Reynaud                   | 18 mai 1940       | 5 juin 1940       | Albert Lebrun       |
| Albert Chichery        | Ministre Commerce et Industrie                                                              | Aucun                                 | Aucun                                                   | Reynaud                   | 5 juin 1940       | 16 juin 1940      | Albert Lebrun       |

## Seconde Guerre mondiale
| Ministre ou secrétaire d'État | Intitulé                                         | Autre exécutif | Intitulé                                        | Gouvernement     | Début           | Fin              | Chef de l'État    |
| ----------------------------- | ------------------------------------------------ | -------------- | ----------------------------------------------- | ---------------- | --------------- | ---------------- | ----------------- |
| André Diethelm                | Commissaire à la Production et au Commerce       | Aucun          | Aucun                                           | CFLN 1 (à Alger) | 7 juin 1943     | 9 novembre 1943  | Charles de Gaulle |
| André Diethelm                | Commissaire à la Production et au Ravitaillement | Aucun          | Aucun                                           | CFLN 2 (à Alger) | 9 novembre 1943 | 4 avril 1944     | Charles de Gaulle |
| Paul Giacobbi                 | Commissaire à la Production et au Ravitaillement | Aucun          | Aucun                                           | CFLN 2 (à Alger) | 4 avril 1944    | 26 août 1944     | Charles de Gaulle |
| Paul Giacobbi                 | Commissaire à la Production et au Ravitaillement | Robert Lacoste | Secrétaire général à la Production industrielle | GPRF             | 26 août 1944    | 4 septembre 1944 | Charles de Gaulle |

## Gouvernement provisoire de la République française et Quatrième République
| Ministre                 | Intitulé                                                  | Ministre délégué ou Secrétaire d'État | Intitulé                                  | Gouvernement              | Début             | Fin               | Chef de l'État    |
| ------------------------ | --------------------------------------------------------- | ------------------------------------- | ----------------------------------------- | ------------------------- | ----------------- | ----------------- | ----------------- |
| Robert Lacoste           | Ministre Production industrielle                          | Aucun                                 | Aucun                                     | de Gaulle 1               | 4 septembre 1944  | 21 novembre 1945  | Charles de Gaulle |
| Marcel Paul              | Ministre Production industrielle                          | Aucun                                 | Aucun                                     | de Gaulle 2               | 21 novembre 1945  | 26 janvier 1946   | Charles de Gaulle |
| Marcel Paul              | Ministre Production industrielle                          | Aucun                                 | Aucun                                     | Gouin                     | 26 janvier 1946   | 24 juin 1946      | Félix Gouin       |
| Marcel Paul              | Ministre Production industrielle                          | Aucun                                 | Aucun                                     | Bidault 1                 | 24 juin 1946      | 16 décembre 1946  | Georges Bidault   |
| Robert Lacoste           | Ministre Production industrielle                          | Aucun                                 | Aucun                                     | Blum 3                    | 16 décembre 1946  | 22 janvier 1947   | Vincent Auriol    |
| Robert Lacoste           | Ministre Production industrielle                          | Aucun                                 | Aucun                                     | Ramadier 1                | 22 janvier 1947   | 11 août 1947      | Vincent Auriol    |
| Robert Lacoste           | Ministre Industrie et Commerce                            | Aucun                                 | Aucun                                     | Ramadier 1                | 11 août 1947      | 22 octobre 1947   | Vincent Auriol    |
| Robert Lacoste           | Ministre Industrie et Commerce                            | Aucun                                 | Aucun                                     | Ramadier 2                | 22 octobre 1947   | 24 novembre 1947  | Vincent Auriol    |
| Robert Lacoste           | Ministre Industrie et Commerce                            | Jean Moreau                           | S. S. d'État Industrie et Commerce        | Schuman 1                 | 24 novembre 1947  | 26 juillet 1948   | Vincent Auriol    |
| Robert Lacoste           | Ministre Industrie et Commerce                            | Aucun                                 | Aucun                                     | Marie                     | 26 juillet 1948   | 5 septembre 1948  | Vincent Auriol    |
| Robert Lacoste           | Ministre Industrie et Commerce                            | Fily Dabo Sissoko                     | S. S. d'État à l’industrie et au Commerce | Schuman 2                 | 5 septembre 1948  | 11 septembre 1948 | Vincent Auriol    |
| Robert Lacoste           | Ministre Industrie et Commerce                            | Aucun                                 | Aucun                                     | Queuille 1                | 11 septembre 1948 | 28 octobre 1949   | Vincent Auriol    |
| Robert Lacoste           | Ministre Industrie et Commerce                            | Raymond Marcellin                     | S. S. d'État Industrie et Commerce        | Bidault 2                 | 29 octobre 1949   | 7 février 1950    | Vincent Auriol    |
| Jean-Marie Louvel        | Ministre Industrie et Commerce                            | Raymond Marcellin                     | S. S. d'État Industrie et Commerce        | Bidault 2                 | 7 février 1950    | 17 février 1950   | Vincent Auriol    |
| Jean-Marie Louvel        | Ministre Industrie et Commerce                            | Raymond Marcellin                     | S. d'État Industrie et Commerce           | Bidault 2                 | 17 février 1950   | 2 juillet 1950    | Vincent Auriol    |
| Jean-Marie Louvel        | Ministre Industrie et Commerce                            | André Guillant                        | S. d'État Industrie et Commerce           | Queuille 2 et 3, Pleven 1 | 2 juillet 1950    | 11 août 1951      | Vincent Auriol    |
| Jean-Marie Louvel        | Ministre Industrie et Énergie                             | Aucun                                 | Aucun                                     | Pleven 2 et Edgar Faure 1 | 11 août 1951      | 8 mars 1952       | Vincent Auriol    |
| Jean-Marie Louvel        | Ministre Industrie et Commerce                            | Aucun                                 | Aucun                                     | Pinay                     | 8 mars 1952       | 8 janvier 1953    | Vincent Auriol    |
| Jean-Marie Louvel        | Ministre Industrie et Énergie                             | Aucun                                 | Aucun                                     | Mayer                     | 8 janvier 1953    | 28 juin 1953      | Vincent Auriol    |
| Jean-Marie Louvel        | Ministre Industrie et Commerce                            | Aucun                                 | Aucun                                     | Laniel 1 et 2             | 28 juin 1953      | 19 juin 1954      | Vincent Auriol    |
| Maurice Bourgès-Maunoury | Ministre Industrie et Commerce                            | Aucun                                 | Aucun                                     | Mendès-France             | 19 juin 1954      | 3 septembre 1954  | René Coty         |
| Henri Ulver              | Ministre Industrie et Commerce                            | Aucun                                 | Aucun                                     | Mendès-France             | 3 septembre 1954  | 23 février 1955   | René Coty         |
| André Morice             | Ministre Industrie et Commerce                            | Aucun                                 | Aucun                                     | Edgar Faure 2             | 23 février 1955   | 1er février 1956  | René Coty         |
| Bernard Chochoy          | S. d'État Reconstruction, Logement, Industrie et Commerce | Hammadoun Dicko                       | S. S. d'État Industrie et Commerce        | Mollet                    | 1er février 1956  | 21 février 1956   | René Coty         |
| Maurice Lemaire          | S. d'État Industrie et Commerce                           | Hammadoun Dicko                       | S. S. d'État Industrie et Commerce        | Mollet                    | 21 février 1956   | 17 mars 1956      | René Coty         |
| Maurice Lemaire          | S. d'État Industrie et Commerce                           | Aucun                                 | Aucun                                     | Mollet                    | 17 mars 1956      | 13 juin 1957      | René Coty         |
| Arthur Conte             | S. d'État Industrie et Commerce                           | Aucun                                 | Aucun                                     | Bourgès-Maunoury          | 13 juin 1957      | 6 novembre 1957   | René Coty         |
| Paul Ribeyre             | Ministre Industrie et Commerce                            | Aucun                                 | Aucun                                     | Gaillard et Pflimlin      | 6 novembre 1957   | 1er juin 1958     | René Coty         |
| Édouard Ramonet          | Secrétaire d'État à l’industrie et au commerce            | Aucun                                 | Aucun                                     | de Gaulle 3               | 1er juin 1958     | 9 juin 1958       | René Coty         |
| Édouard Ramonet          | Ministre de l’industrie et commerce                       | Aucun                                 | Aucun                                     | de Gaulle 3               | 9 juin 1958       | 8 janvier 1959    | René Coty         |

## Cinquième République
| Ministre                  | Intitulé                                                                             | Ministre délégué ou Secrétaire d'État | Intitulé | Gouvernement      | Début              | Fin               | Chef de l'État           |
| ------------------------- | ------------------------------------------------------------------------------------ | ------------------------------------- | --- | ----------------- | ------------------ | ----------------- | ------------------------ |
| Jean-Marcel Jeanneney     | Ministre de l'Industrie et du Commerce                                               | Joseph Fontanet                       | Secrétaire d’État à l'Industrie et au Commerce                                                                       | Debré             | 8 janvier 1959     | 17 novembre 1959  | Charles de Gaulle        |
| Jean-Marcel Jeanneney     | Ministre de l'Industrie                                                              | Aucun                                 | Aucun | Debré             | 17 novembre 1959   | 14 avril 1962     | Charles de Gaulle        |
| Michel Maurice-Bokanowski | Ministre de l'Industrie                                                              | Aucun                                 | Aucun | Pompidou 1 et 2   | 14 avril 1962      | 8 janvier 1966    | Charles de Gaulle        |
| Raymond Marcellin         | Ministre de l'Industrie                                                              | Aucun                                 | Aucun | Pompidou 3        | 8 janvier 1966     | 6 avril 1967      | Charles de Gaulle        |
| Olivier Guichard          | Ministre de l'Industrie                                                              | Aucun                                 | Aucun | Pompidou 4        | 6 avril 1967       | 31 mai 1968       | Charles de Gaulle        |
| Albin Chalandon           | Ministre de l'Industrie                                                              | Aucun                                 | Aucun | Pompidou 5        | 31 mai 1968        | 10 juillet 1968   | Charles de Gaulle        |
| André Bettencourt         | Ministre de l'Industrie                                                              | Aucun                                 | Aucun | Couve de Murville | 12 juillet 1968    | 20 juin 1969      | Charles de Gaulle        |
| François-Xavier Ortoli    | Ministre du Développement industriel et scientifique                                 | Bernard Lafay                         | Secrétaire d’État | Chaban-Delmas     | 22 juin 1969       | 6 juillet 1972    | Georges Pompidou         |
| François-Xavier Ortoli    | Ministre du Développement industriel et scientifique                                 | Gabriel Kaspereit                     | Secrétaire d’État | Chaban-Delmas     | 22 juin 1969       | 23 juillet 1969   | Georges Pompidou         |
| François-Xavier Ortoli    | Ministre du Développement industriel et scientifique                                 | Gabriel Kaspereit                     | Secrétaire d’État à la Moyenne et Petite industrie et à l'Artisanat                                                  | Chaban-Delmas     | 23 juillet 1969    | 6 juillet 1972    | Georges Pompidou         |
| Jean Charbonnel           | Ministre du Développement industriel et scientifique                                 | Aucun                                 | Aucun | Messmer 1         | 6 juillet 1972     | 2 avril 1973      | Georges Pompidou         |
| Jean Charbonnel           | Ministre du Développement industriel et scientifique                                 | Henri Torre                           | Secrétaire d’État à la Petite et Moyenne industrie et à la Recherche scientifique et technique                       | Messmer 2         | 5 avril 1973       | 23 octobre 1973   | Georges Pompidou         |
| Jean Charbonnel           | Ministre du Développement industriel et scientifique                                 | Aucun                                 | Aucun | Messmer 2         | 23 octobre 1973    | 27 février 1974   | Georges Pompidou         |
| Yves Guéna                | Ministre de l'Industrie, du Commerce et de l'Artisanat                               | Aucun                                 | Aucun | Messmer 3         | 1er mars 1974      | 28 mai 1974       | Georges Pompidou         |
| Michel d'Ornano           | Ministre de l'Industrie et de la Recherche                                           | Aucun                                 | Aucun | Chirac 1          | 28 mai 1974        | 27 août 1976      | Valéry Giscard d'Estaing |
| Michel d'Ornano           | Ministre de l'Industrie et de la Recherche                                           | Aucun                                 | Aucun | Barre 1           | 27 août 1976       | 20 décembre 1976  | Valéry Giscard d'Estaing |
| Michel d'Ornano           | Ministre de l'Industrie et de la Recherche                                           | Claude Coulais                        | Secrétaire d’État | Barre 1           | 20 décembre 1976   | 30 mars 1977      | Valéry Giscard d'Estaing |
| René Monory               | Ministre de l'Industrie, du Commerce et de l'Artisanat                               | Claude Coulais                        | Secrétaire d’État | Barre 2           | 30 mars 1977       | 5 avril 1978      | Valéry Giscard d'Estaing |
| René Monory               | Ministre de l'Industrie, du Commerce et de l'Artisanat                               | Antoine Rufenacht                     | Secrétaire d’État | Barre 2           | 30 mars 1977       | 5 avril 1978      | Valéry Giscard d'Estaing |
| André Giraud              | Ministre de l'Industrie                                                              | Jean-Pierre Prouteau                  | Secrétaire d’État à la Petite et Moyenne industrie                                                                   | Barre 3           | 5 avril 1978       | 22 mai 1981       | Valéry Giscard d'Estaing |
| Pierre Joxe               | Ministre de l'Industrie                                                              | Aucun                                 | Aucun | Mauroy 1          | 22 mai 1981        | 23 juin 1981      | François Mitterrand      |
| Pierre Dreyfus            | Ministre de l'Industrie                                                              | Aucun                                 | Aucun | Mauroy 2          | 23 juin 1981       | 29 juin 1982      | François Mitterrand      |
| Jean-Pierre Chevènement   | Ministre d'État, ministre de la Recherche et de l'Industrie                          | Aucun                                 | Aucun | Mauroy 2          | 29 juin 1982       | 22 mars 1983      | François Mitterrand      |
| Laurent Fabius            | Ministre de l'Industrie et de la Recherche                                           | Aucun                                 | Aucun | Mauroy 3          | 22 mars 1983       | 19 juillet 1984   | François Mitterrand      |
| Édith Cresson             | Ministre du Redéploiement industriel et du Commerce extérieur                        | Aucun                                 | Aucun | Fabius            | 19 juillet 1984    | 20 mars 1986      | François Mitterrand      |
| Alain Madelin             | Ministre de l'Industrie, des PTT et du Tourisme                                      | Aucun                                 | Aucun | Chirac 2          | 20 mars 1986       | 12 mai 1988       | François Mitterrand      |
| Roger Fauroux             | Ministre de l'Industrie, du Commerce extérieur et de l'Aménagement du territoire     | Aucun                                 | Aucun | Rocard 1          | 12 mai 1988        | 28 juin 1988      | François Mitterrand      |
| Roger Fauroux             | Ministre de l'Industrie et de l'Aménagement du territoire                            | Aucun                                 | Aucun | Rocard 2          | 28 juin 1988       | 16 mai 1991       | François Mitterrand      |
| Pierre Bérégovoy          | Ministre d’État, ministre de l'Économie, des Finances et du Budget                   | Dominique Strauss-Kahn                | Ministre délégué à l'Industrie et au Commerce extérieur                                                              | Cresson           | 16 mai 1991        | 4 avril 1992      | François Mitterrand      |
| Dominique Strauss-Kahn    | Ministre de l'Industrie et du Commerce extérieur                                     | Aucun                                 | Aucun | Bérégovoy         | 4 avril 1992       | 30 mars 1993      | François Mitterrand      |
| Gérard Longuet            | Ministre de l'Industrie, des Postes et Télécommunications et du Commerce extérieur   | Aucun                                 | Aucun | Balladur          | 30 mars 1993       | 14 octobre 1994   | François Mitterrand      |
| José Rossi                | Ministre de l'Industrie, des Postes et Télécommunications et du Commerce extérieur   | Aucun                                 | Aucun | Balladur          | 14 octobre 1994    | 18 mai 1995       | François Mitterrand      |
| Yves Galland              | Ministre de l'Industrie                                                              | Aucun                                 | Aucun | Juppé 1           | 18 mai 1995        | 6 novembre 1995   | Jacques Chirac           |
| Franck Borotra            | Ministre de l'Industrie, de la Poste et des Télécommunications                       | Aucun                                 | Aucun | Juppé 2           | 6 novembre 1995    | 4 juin 1997       | Jacques Chirac           |
| Dominique Strauss-Kahn    | Ministre de l’Économie, des Finances et de l'Industrie                               | Christian Pierret                     | Secrétaire d’État chargé de l'Industrie                                                                              | Jospin            | 4 juin 1997        | 2 novembre 1999   | Jacques Chirac           |
| Christian Sautter         | Ministre de l’Économie, des Finances et de l'Industrie                               | Christian Pierret                     | Secrétaire d’État chargé de l'Industrie                                                                              | Jospin            | 2 novembre 1999    | 27 mars 2000      | Jacques Chirac           |
| Laurent Fabius            | Ministre de l’Économie, des Finances et de l'Industrie                               | Christian Pierret                     | Secrétaire d’État chargé de l'Industrie                                                                              | Jospin            | 27 mars 2000       | 25 février 2002   | Jacques Chirac           |
| Laurent Fabius            | Ministre de l’Économie, des Finances et de l'Industrie                               | Christian Pierret                     | Ministre délégué à l'Industrie, aux Petites et Moyennes Entreprises, au Commerce, à l'Artisanat et à la Consommation | Jospin            | 25 février 2002    | 7 mai 2002        | Jacques Chirac           |
| Francis Mer               | Ministre de l’Économie, des Finances et de l'Industrie                               | Aucun                                 | Aucun | Raffarin 1        | 7 mai 2002         | 17 juin 2002      | Jacques Chirac           |
| Francis Mer               | Ministre de l’Économie, des Finances et de l'Industrie                               | Nicole Fontaine                       | Ministre déléguée à l'Industrie                                                                                      | Raffarin 2        | 17 juin 2002       | 30 mars 2004      | Jacques Chirac           |
| Nicolas Sarkozy           | Ministre d'État, ministre de l’Économie, des Finances et de l'Industrie              | Patrick Devedjian                     | Ministre délégué à l'Industrie                                                                                       | Raffarin 3        | 31 mars 2004       | 28 novembre 2004  | Jacques Chirac           |
| Hervé Gaymard             | Ministre de l’Économie, des Finances et de l'Industrie                               | Patrick Devedjian                     | Ministre délégué à l'Industrie                                                                                       | Raffarin 3        | 29 novembre 2004   | 25 février 2005   | Jacques Chirac           |
| Thierry Breton            | Ministre de l’Économie, des Finances et de l'Industrie                               | Patrick Devedjian                     | Ministre délégué à l'Industrie                                                                                       | Raffarin 3        | 25 février 2005    | 31 mai 2005       | Jacques Chirac           |
| Thierry Breton            | Ministre de l’Économie, des Finances et de l'Industrie                               | François Loos                         | Ministre délégué à l'Industrie                                                                                       | Villepin          | 2 juin 2005        | 15 mai 2007       | Jacques Chirac           |
| Aucun                     | Aucun                                                                                | Aucun                                 | Aucun | Fillon 1          | 18 mai 2007        | 18 juin 2007      | Nicolas Sarkozy          |
| Aucun                     | Aucun                                                                                | Aucun                                 | Aucun | Fillon 2          | 19 juin 2007       | 18 mars 2008      | Nicolas Sarkozy          |
| Christine Lagarde         | Ministre de l'Économie, de l'Industrie et de l'Emploi                                | Luc Chatel                            | Secrétaire d'État à l'Industrie et à la Consommation                                                                 | Fillon 2          | 18 mars 2008       | 23 juin 2009      | Nicolas Sarkozy          |
| Christine Lagarde         | Ministre de l'Économie, de l'Industrie et de l'Emploi                                | Christian Estrosi                     | Ministre chargé de l'Industrie                                                                                       | Fillon 2          | 23 juin 2009       | 13 novembre 2010  | Nicolas Sarkozy          |
| Christine Lagarde         | Ministre de l'Économie, des Finances et de l'Industrie                               | Éric Besson                           | Ministre chargé de l'Industrie, de l'Énergie et de l'Économie numérique                                              | Fillon 3          | 14 novembre 2010   | 28 juin 2011      | Nicolas Sarkozy          |
| François Baroin           | Ministre de l'Économie, des Finances et de l'Industrie                               | Éric Besson                           | Ministre chargé de l'Industrie, de l'Énergie et de l'Économie numérique                                              | Fillon 3          | 29 juin 2011       | 10 mai 2012       | Nicolas Sarkozy          |
| Arnaud Montebourg         | Ministre du Redressement productif                                                   | Aucun                                 | Aucun | Ayrault 1 et 2    | 16 mai 2012        | 31 mars 2014      | François Hollande        |
| Arnaud Montebourg         | Ministre de l'Économie, du Redressement productif et du Numérique                    | Aucun                                 | Aucun | Valls 1           | 2 avril 2014       | 25 août 2014      | François Hollande        |
| Emmanuel Macron           | Ministre de l'Économie, de l'Industrie et du Numérique                               | Aucun                                 | Aucun | Valls 2           | 26 août 2014       | 30 août 2016      | François Hollande        |
| Michel Sapin              | Ministre de l'Économie et des Finances                                               | Christophe Sirugue                    | Secrétaire d'État chargé de l'Industrie                                                                              | Valls 2           | 1er septembre 2016 | 6 décembre 2016   | François Hollande        |
| Michel Sapin              | Ministre de l'Économie et des Finances                                               | Christophe Sirugue                    | Secrétaire d'État chargé de l'Industrie                                                                              | Cazeneuve         | 6 décembre 2016    | 27 février 2017   | François Hollande        |
| Michel Sapin              | Ministre de l'Économie et des Finances                                               | Christophe Sirugue                    | Secrétaire d'État chargé de l'Industrie, du Numérique et de l'Innovation                                             | Cazeneuve         | 27 février 2017    | 15 mai 2017       | François Hollande        |
| Bruno Le Maire            | Ministre de l'Économie                                                               | Aucun                                 | Aucun | Philippe 1        | 15 mai 2017        | 21 juin 2017      | Emmanuel Macron          |
| Bruno Le Maire            | Ministre de l'Économie et des Finances                                               | Benjamin Griveaux                     | Secrétaire d'État | Philippe 2        | 21 juin 2017       | 24 novembre 2017  | Emmanuel Macron          |
| Bruno Le Maire            | Ministre de l'Économie et des Finances                                               | Delphine Gény-Stephann                | Secrétaire d'État | Philippe 2        | 24 novembre 2017   | 16 octobre 2018   | Emmanuel Macron          |
| Bruno Le Maire            | Ministre de l'Économie et des Finances                                               | Agnès Pannier-Runacher                | Secrétaire d'État | Philippe 2        | 16 octobre 2018    | 3 juillet 2020    | Emmanuel Macron          |
| Bruno Le Maire            | Ministre de l'Économie, des Finances et de la Relance                                | Agnès Pannier-Runacher                | Ministre déléguée chargée de l'Industrie                                                                             | Castex            | 6 juillet 2020     | 20 mai 2022       | Emmanuel Macron          |
| Bruno Le Maire            | Ministre de l’Économie, des Finances et de la Souveraineté industrielle et numérique | Aucun                                 | Aucun | Borne             | 20 mai 2022        | 4 juillet 2022    | Emmanuel Macron          |
| Bruno Le Maire            | Ministre de l’Économie, des Finances et de la Souveraineté industrielle et numérique | Roland Lescure                        | Ministre délégué chargé de l'Industrie                                                                               | Borne             | 4 juillet 2022     | 11 janvier 2024   | Emmanuel Macron          |
| Bruno Le Maire            | Ministre de l’Économie, des Finances et de la Souveraineté industrielle et numérique | Roland Lescure                        | Ministre délégué chargé de l'Industrie et de l'Énergie                                                               | Attal             | 8 février 2024     | 21 septembre 2024 | Emmanuel Macron          |
| Antoine Armand            | Ministre de l'Économie, des Finances et de l'Industrie                               | Marc Ferracci                         | Ministre délégué chargé de l'Industrie                                                                               | Barnier           | 21 septembre 2024  | 23 décembre 2024  | Emmanuel Macron          |
| Éric Lombard              | Ministre de l'Économie, des Finances et de la Souveraineté industrielle et numérique | Marc Ferracci                         | Ministre délégué chargé de l'Industrie et de l'Énergie                                                               | Bayrou            | 23 décembre 2024   | en cours          | Emmanuel Macron          |